# Сподња Речица (Речица об Савињи)
Сподња Речица (словен. Spodnja Rečica) је насељено место у општини Речица об Савињи, Савињска регија, Словенија.

## Историја
До територијалне реорганизације у Словенији била је у саставу старе општине Мозирје.

## Становништво
У попису становништва из 2011. године, Сподња Речица је имала 268 становника.
| Број становника према пописима | Број становника према пописима | Број становника према пописима |
| ------------------------------ | ------------------------------ | ------------------------------ |
| 1991                           | 2002                           | 2011                           |
| 266                            | 254                            | 268                            |

Напомена: Године 2016. извршена је мања размена територија између насеља Речица об Савињи и Сподња Речица.